# Джордже Йованович
Джордже Йованович (серб. Ђорђе Јовановић / Đorđe Jovanović, нар. 15 лютого 1999, Лепосавич) — сербський футболіст, нападник швейцарського «Базеля». На умовах оренди грає за клуб «Маккабі» (Хайфа).
Виступав, зокрема, за клуб «Партизан», а також національну збірну Сербії.

## Клубна кар'єра
Народився 15 лютого 1999 року в місті Лепосавич. Вихованець футбольної школи клубу «Партизан». Дорослу футбольну кар'єру розпочав 2016 року в основній команді того ж клубу, в якій провів два сезони, взявши участь у 21 матчі чемпіонату. 
Згодом з 2018 по 2024 рік грав у складі команд «Локерен», «Кадіс», «Картахена», «Чукарички», «Маккабі» (Тель-Авів) та «Базель».
До складу клубу «Партизан» приєднався 2024 року на умовах оренди.

## Виступи за збірні
У 2014 році дебютував у складі юнацької збірної Сербії (U-16), загалом на юнацькому рівні взяв участь у 37 іграх, відзначившись 10 забитими голами.
З 2018 року залучався до складу молодіжної збірної Сербії. На молодіжному рівні зіграв в одному офіційному матчі.
У 2022 році дебютував в офіційних матчах у складі національної збірної Сербії.